# 吕埃-马尔迈松
吕埃-马尔迈松（法語：Rueil-Malmaison，法語發音：[ʁɥɛj malmɛzɔ̃] ⓘ），法国中北部城市，法兰西岛大区上塞纳省的一个市镇，隶属于楠泰尔区，其市镇面积为14.7平方公里，2022年1月1日时人口数量为80,842人，在法国城市中排名第60位。
吕埃-马尔迈松位于上塞纳省西部，塞纳河左岸，西接伊夫林省。吕埃-马尔迈松历史上因马尔迈松城堡及普法战争期间的两次比藏瓦勒战役而闻名，自20世纪中后期以来人口快速增加，成为巴黎西郊的一个卫星城，通过法兰西岛大区快铁A线直通巴黎市区。吕埃-马尔迈松也是法国的一个区域性企业商务中心，标致雪铁龙集团、施耐德电气、达能、万喜等大型跨国企业的总部位于其境内。

## 地名

### 译名
尽管其汉语译名中含有连字号“-”，但该地并非由“吕埃”和“马尔迈松”两个同级别聚落合并而成。
此外，因翻译标准不同，“Rueil-Malmaison”在部分汉语资料中亦被译为吕埃·马尔迈松、吕埃尔-马尔迈松、吕埃尔马尔迈松、吕埃-马迈松、吕埃耶-马尔迈松等。

## 历史

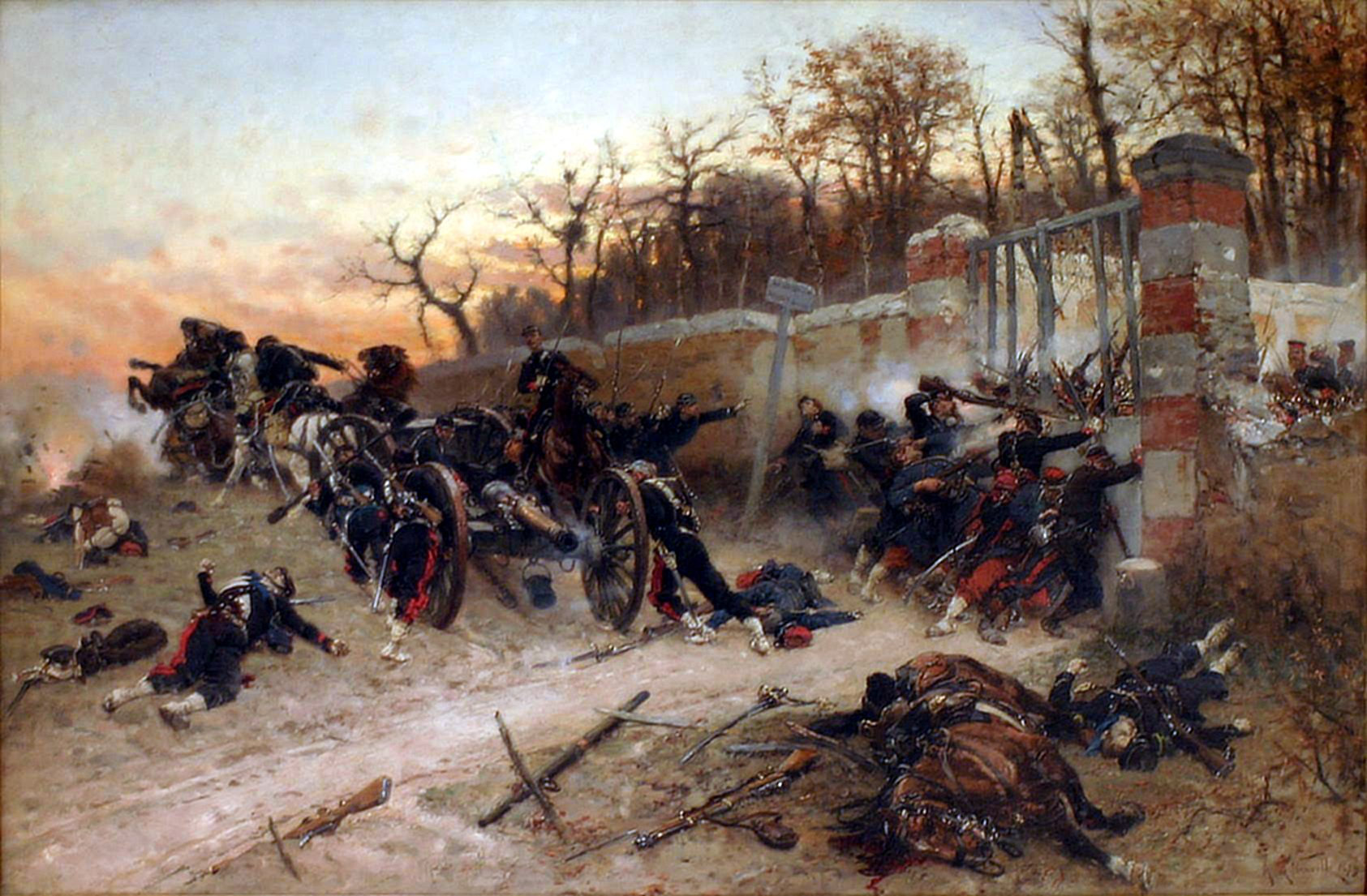
比藏瓦勒战役

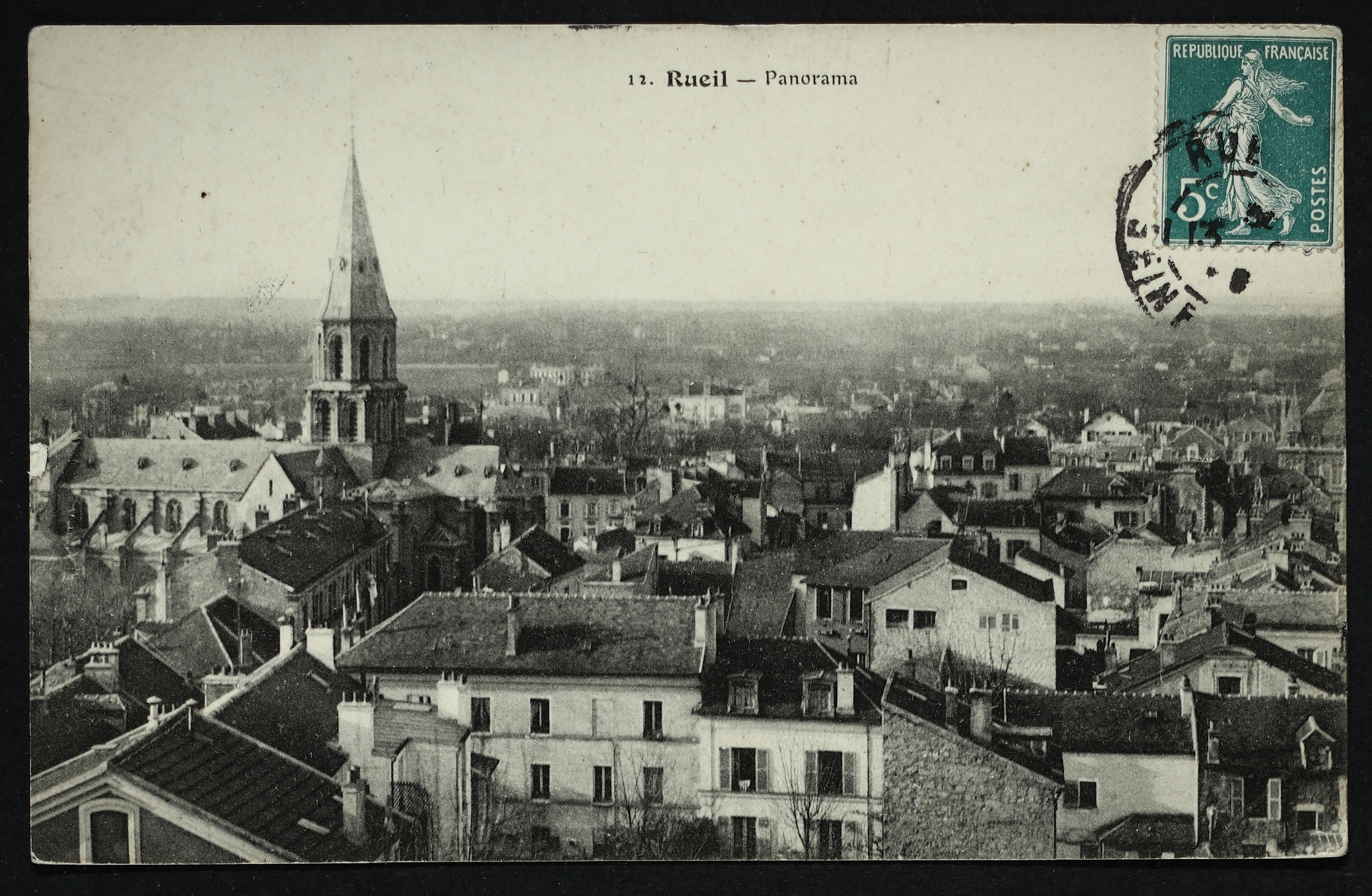
1900年的吕埃市区

吕埃-马尔迈松的早期建城史尚不清楚，其市区内的勒克洛索街区（Le Closeau）曾发掘旧石器时期晚期的人类活动遗迹。中世纪时，吕埃长期为圣但尼圣殿的一处领地。公元845年，维京人攻占诺曼底，并沿塞纳河逆流而上占领了吕埃。中世纪中期，驻守于吕埃的诺曼人领主在此修建了一处城堡，后因缺乏修缮而被废弃，“Malmaison”之名由此产生。1390年，查理六世的军事警卫官纪尧姆·古代（Guillaume Goudet）收购了该城堡，并将其改建成为家族宅邸。1606年，当地领主在塞纳河畔修建了吕埃勒谷城堡，后于1633年被黎塞留购得。法国大革命后，吕埃成为塞纳省的一个市镇。1832年，吕埃勒谷城堡被拆除，原址改建为约瑟夫慈父公园（Parc du Père Joseph）。普法战争期间，普鲁士军队分别于1870和1871年两次在吕埃发动比藏瓦勒战役并获得成功，此后法军在巴黎围城战中处于被动局面，最终于1871年底宣告失败。1905年，马尔迈松城堡被开辟为博物馆。自20世纪初以来，随着巴黎的城市扩张以及区域通勤列车的开行，吕埃-马尔迈松成为巴黎西部近郊的一个重要卫星城，当地人口数量逐年增加。1959年，吕埃-马尔迈松的第一个大型商业购物中心——“科尔马中心”（Centre Colmar）建成营业。1968年，塞纳省被撤销，吕埃-马尔迈松被划入新成立的上塞纳省内。20世纪末，吕埃-马尔迈松境内出现了多处商务办公中心，标致雪铁龙集团、施耐德电气、达能、万喜等大型企业均将总部设于吕埃-马尔迈松境内。2011年，吕埃-马尔迈松获得由法国文化部颁发的“皇家城市”（Ville Impériale）的称号。
在历史文化研究方面，当地的地方史爱好者于1973年成立了吕埃-马尔迈松历史研究社（Société Historique de Rueil-Malmaison）。

## 地理

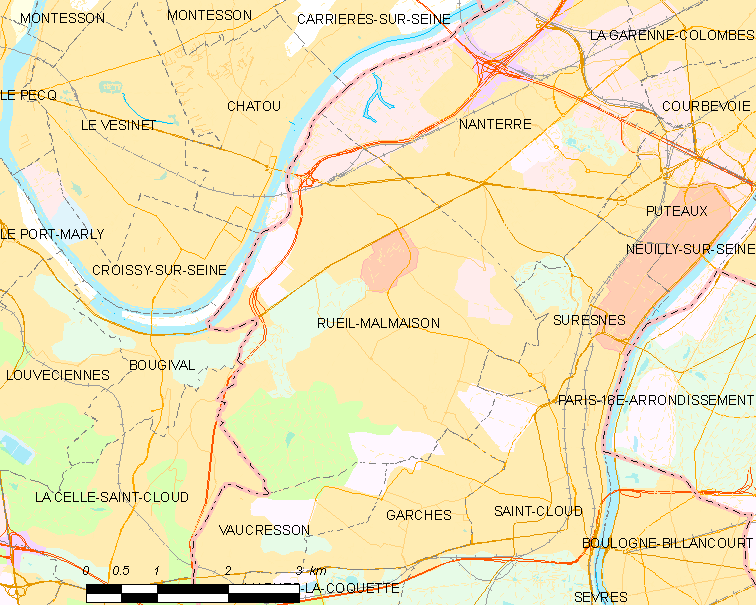
吕埃-马尔迈松市镇范围地图

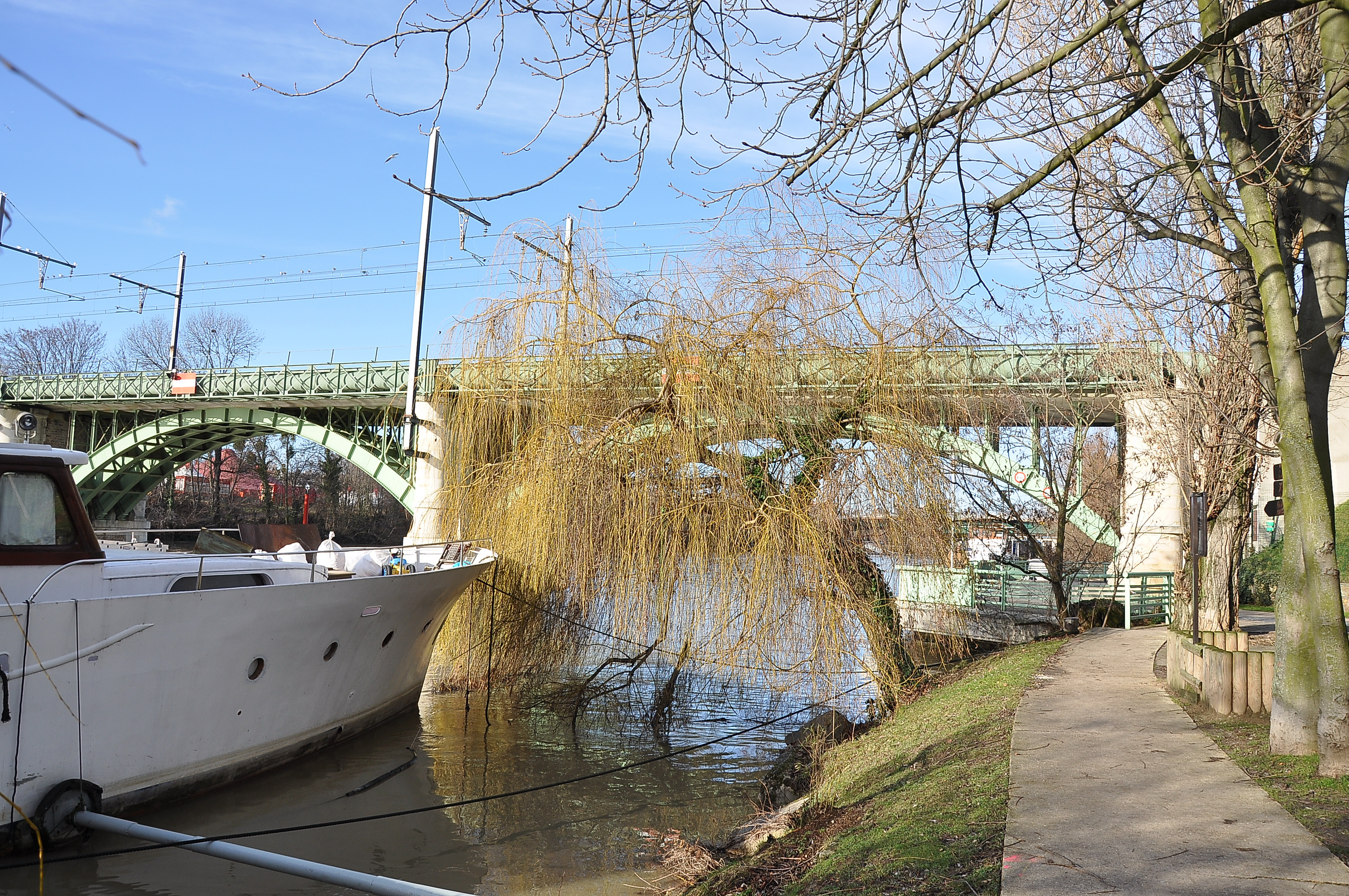
塞纳河岸的吕埃-马尔迈松

吕埃-马尔迈松位于法国中北部，法兰西岛大区中部和上塞纳省西部，距离省会楠泰尔大约3公里。与吕埃-马尔迈松接壤的市镇包括：沙图、楠泰尔、塞纳河畔克鲁瓦西、布日瓦勒、拉塞勒圣克卢、叙雷讷、沃克勒松、加尔什和圣克卢。

### 地形
吕埃-马尔迈松位于巴黎盆地腹地，境内以平原及浅丘为主，市镇中心地势较为平坦，地势自塞纳河畔向内陆有所抬升，全境海拔在24到164米之间。

### 水文
塞纳河干流自东北向西南流经市区西北侧，市镇范围南部的马尔迈松森林内有圣屈屈法湖（Étang de Saint-Cucufa）。

### 植被
吕埃-马尔迈松属于温带阔叶混交林区，市区内的主要绿地公园包括友谊公园、莱加利库尔自然公园等，市镇范围南部的圣屈屈法树林又称“马尔迈松森林”（forêt de la Malmaison），是巴黎近郊的一块天然林地，由法国国家林业局直属管理。
在鲜花城市的评比中，吕埃-马尔迈松被评为4星级（最高级）鲜花城市。

### 气候
吕埃-马尔迈松在柯本气候分类法中属于温带海洋性气候。
距离吕埃-马尔迈松最近的常年气象站位于科隆布境内，以下为该气象站的数据（其中日照数据取自勒布尔歇）：
| 科隆布1981年－2019年 | 科隆布1981年－2019年 | 科隆布1981年－2019年 | 科隆布1981年－2019年 | 科隆布1981年－2019年 | 科隆布1981年－2019年 | 科隆布1981年－2019年 | 科隆布1981年－2019年 | 科隆布1981年－2019年 | 科隆布1981年－2019年 | 科隆布1981年－2019年 | 科隆布1981年－2019年 | 科隆布1981年－2019年 | 科隆布1981年－2019年 |
| 月份                 | 1月                  | 2月                  | 3月                  | 4月                  | 5月                  | 6月                  | 7月                  | 8月                  | 9月                  | 10月                 | 11月                 | 12月                 | 全年                 |
| -------------------- | -------------------- | -------------------- | -------------------- | -------------------- | -------------------- | -------------------- | -------------------- | -------------------- | -------------------- | -------------------- | -------------------- | -------------------- | -------------------- |
| 历史最高温 °C（°F）  | 16.2 (61.2)          | 21 (70)              | 25.5 (77.9)          | 31.1 (88.0)          | 35 (95)              | 37.9 (100.2)         | 40 (104)             | 40.9 (105.6)         | 34 (93)              | 30.9 (87.6)          | 22 (72)              | 17.5 (63.5)          | 40.9 (105.6)         |
| 平均高温 °C（°F）    | 7.6 (45.7)           | 8.8 (47.8)           | 12.7 (54.9)          | 16.2 (61.2)          | 20.1 (68.2)          | 23.2 (73.8)          | 25.8 (78.4)          | 25.5 (77.9)          | 21.7 (71.1)          | 16.8 (62.2)          | 11.2 (52.2)          | 7.9 (46.2)           | 16.5 (61.7)          |
| 日均气温 °C（°F）    | 5 (41)               | 5.6 (42.1)           | 8.7 (47.7)           | 11.5 (52.7)          | 15.3 (59.5)          | 18.3 (64.9)          | 20.6 (69.1)          | 20.3 (68.5)          | 17 (63)              | 13.1 (55.6)          | 8.3 (46.9)           | 5.5 (41.9)           | 12.4 (54.3)          |
| 平均低温 °C（°F）    | 2.4 (36.3)           | 2.4 (36.3)           | 4.7 (40.5)           | 6.8 (44.2)           | 10.5 (50.9)          | 13.4 (56.1)          | 15.4 (59.7)          | 15.2 (59.4)          | 12.2 (54.0)          | 9.3 (48.7)           | 5.5 (41.9)           | 3.1 (37.6)           | 8.4 (47.1)           |
| 历史最低温 °C（°F）  | −15 (5)              | −12 (10)             | −7 (19)              | −2 (28)              | 1.9 (35.4)           | 5.4 (41.7)           | 9 (48)               | 7.9 (46.2)           | 4.7 (40.5)           | −2.2 (28.0)          | −6.7 (19.9)          | −9.1 (15.6)          | −15 (5)              |
| 平均降水量 mm（）    | 49.6 (1.95)          | 41.4 (1.63)          | 46.9 (1.85)          | 46.9 (1.85)          | 63.7 (2.51)          | 51 (2.0)             | 58.3 (2.30)          | 50.2 (1.98)          | 48 (1.9)             | 61.4 (2.42)          | 48.1 (1.89)          | 57.5 (2.26)          | 623 (24.5)           |
| 月均日照時數         | 62                   | 75.1                 | 125                  | 165.8                | 193.3                | 206.9                | 215.7                | 206.2                | 160.2                | 111.2                | 65.1                 | 50.8                 | 1,637.3              |
| 来源：infoclimat.fr  |                      |                      |                      |                      |                      |                      |                      |                      |                      |                      |                      |                      |                      |

## 行政区划
吕埃-马尔迈松的市镇编号为92063，邮政编号为92500。
在行政管理方面，吕埃-马尔迈松隶属于法国法兰西岛大区上塞纳省楠泰尔区；在地方选举方面，吕埃-马尔迈松是吕埃-马尔迈松县的中央投票站所在地，其市镇范围全境被划入上塞纳省第七选区；在社会管理方面，吕埃-马尔迈松是大巴黎都会区以及西部巴黎-拉德芳斯公共土地集团的组成部分。
吕埃-马尔迈松市镇被划为12个街区，实行街区自治制度。截至2023年7月，吕埃-马尔迈松市镇范围内暂无城市敏感街区及城市政策优先街区。
法国国家统计与经济研究所（简称）在进行数据统计时，将吕埃-马尔迈松及相邻的另外428个市镇设为巴黎城市核心区（2020年扩充至431个），并将包括核心区在内的周边共1,794个市镇划为巴黎城市区。自2020年起，巴黎城市区被包含1,949个市镇的巴黎城市辐射区代替。此外，还将吕埃-马尔迈松市镇分为了31个“块区”（IRIS），以便于统计人口分布情况。

## 交通

### 公路
A86高速公路经过吕埃-马尔迈松市区西部，通过隧道的形式纵贯全境，并建有多处出入口连接市区。吕埃-马尔迈松境内的大部分道路已完成城市化改造，配套建有照明、排水、人行道等设施。
| 圣但尼 | 19 |

| 博比尼 | 25 |

| 阿让特伊 | 11 |

| 凡尔赛 | 14 |

| 安东尼 | 27 |

| 马西 | 29 |

| 楠泰尔 | 3 |

| 伊西莱穆利诺 | 12 |

| 布洛涅-比扬古 | 9 |

| 巴黎 Châtelet | 14 |

| 圣日耳曼昂莱 | 8 |

| 沙图 | 2 |

2018年，70.6%的吕埃-马尔迈松家庭拥有至少一辆私人汽车。2019年，吕埃-马尔迈松境内共发生各类交通事故78起，造成94人受伤。

### 对外交通

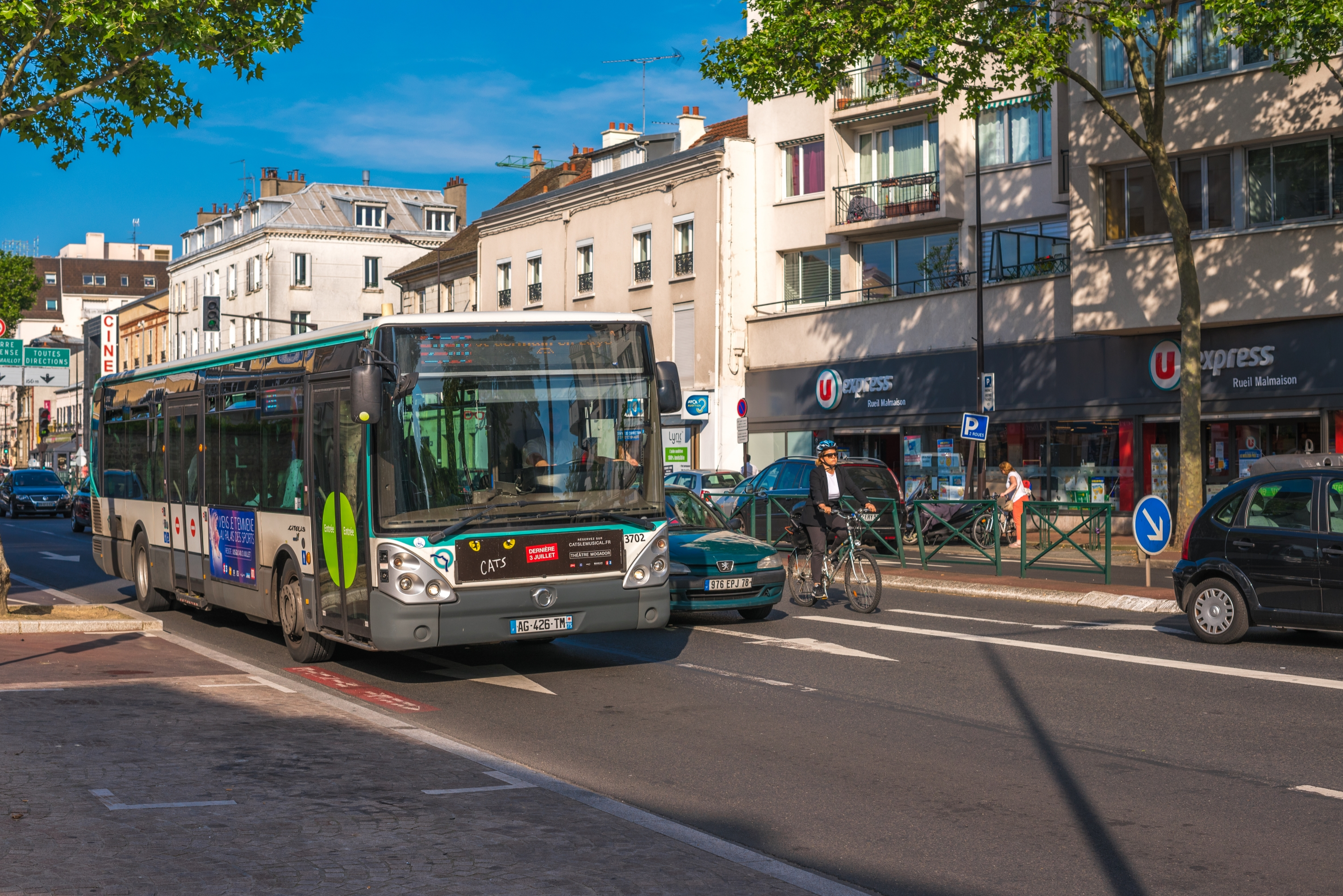
途径吕埃-马尔迈松的公共汽车

距离吕埃-马尔迈松最近长途汽车站、长途铁路车站和民用航空站分别为拉德芳斯汽车站、巴黎圣拉扎尔站和巴黎-奥利机场，距离吕埃-马尔迈松市中心的公路里程分别约6公里、13公里和33公里。

### 城市公共交通
法兰西岛大区快铁A线经过吕埃-马尔迈松境内并设有吕埃-马尔迈松站。2019年，该站的进站客流为7,275,192人次。此外，还有十余条公交线路经过吕埃-马尔迈松境内。
| 途经吕埃-马尔迈松境内的主要公共交通线路 |            | |
| 类型                                    | 运营商     | 线路 |
| 快铁                                    | RATP       | ：圣日耳曼昂莱站 ↔ 吕埃-马尔迈松站 ↔ 楠泰尔省府站 ↔ 拉德芳斯站 ↔ 沙特雷-大堂站 ↔ 里昂火车站 ↔ 马恩拉瓦莱-谢西站 / 布瓦西圣莱热站 |
| 公共汽车                                | RATP       | 141：拉德芳斯 ↔ 爱德华·罗斯唐 ↔ 福约斯 ↔ 吕埃高级中学 144：拉德芳斯 ↔ 叙雷讷-隆尚 ↔ 金谷 ↔ 和平广场 ↔ 贝什广场 ↔ 黎塞留广场 ↔ 吕埃城 ↔ 快铁吕埃-马尔迈松站 158：讷伊桥 ↔ 楠泰尔-克莱蒙梭广场 ↔ 快铁吕埃-马尔迈松站 241：欧特伊门 ↔ 叙雷讷-隆尚 ↔ 金谷 ↔ 和平广场 ↔ 伏尔泰 ↔ 浅滩 ↔ 快铁吕埃-马尔迈松站 244：欧特伊门 ↔ 叙雷讷-隆尚 ↔ 金谷 ↔ 和平广场 ↔ 爱德华·罗斯唐 ↔ 吕埃城 ↔ 快铁吕埃-马尔迈松站 258：拉德芳斯 ↔ 楠泰尔省府 ↔ 楠泰尔-克莱蒙梭广场 ↔ 吕埃城 ↔ 城堡 ↔ 拉容谢尔 259：快铁楠泰尔省府站 ↔ 楠泰尔-克莱蒙梭广场 ↔ 吕埃城 ↔ 城堡 ↔ 拉容谢尔 ↔ 快铁圣日耳曼昂莱站 367：快铁吕埃-马尔迈松站 ↔ 快铁楠泰尔城站 ↔ 快铁楠泰尔大学站 ↔ 伯宗桥 467：快铁吕埃-马尔迈松站 ↔ 吕埃城 ↔ 黎塞留广场 ↔ 贝什广场 ↔ 吕埃高级中学 ↔ 玛德莲·达涅卢 ↔ 比藏瓦勒初级中学 ↔ 塞夫勒桥 RATP：楠泰尔-普兰尚 ↔ 城堡 ↔ 拉容谢尔 ↔ 快铁伊夫林地区圣康坦站 564：比藏瓦勒初级中学（区域环线） 565：吕埃-马尔迈松市政府 ↔ 黎塞留广场 ↔ 贝什广场 ↔ 福约斯 ↔ 上吕埃 |
| 公共汽车                                | Nanterre   | 27：快铁吕埃-马尔迈松站 ↔ 吕埃城 ↔ 城堡 ↔ 拉容谢尔 ↔ 拉塞勒圣克卢火车站 38：玛德莲·达涅卢 ↔ 比藏瓦勒初级中学 ↔ 布日瓦勒 ↔ 卢沃西耶讷火车站 |
| 公共汽车                                | Argenteuil | 1：乌耶-马丁教堂 ↔ 快铁吕埃-马尔迈松站 ↔ 圣日耳曼昂莱国际高级中学 B：快铁吕埃-马尔迈松站 ↔ 勒努瓦尔 ↔ 快铁萨特鲁维尔站 |
| 公共汽车                                | (N)        | N153：巴黎圣拉扎尔站 ↔ 楠泰尔省府站 ↔ 快铁吕埃-马尔迈松站 ↔ 圣日耳曼昂莱站 |
| 1.                                      |            | |

## 政治

### 市政内阁

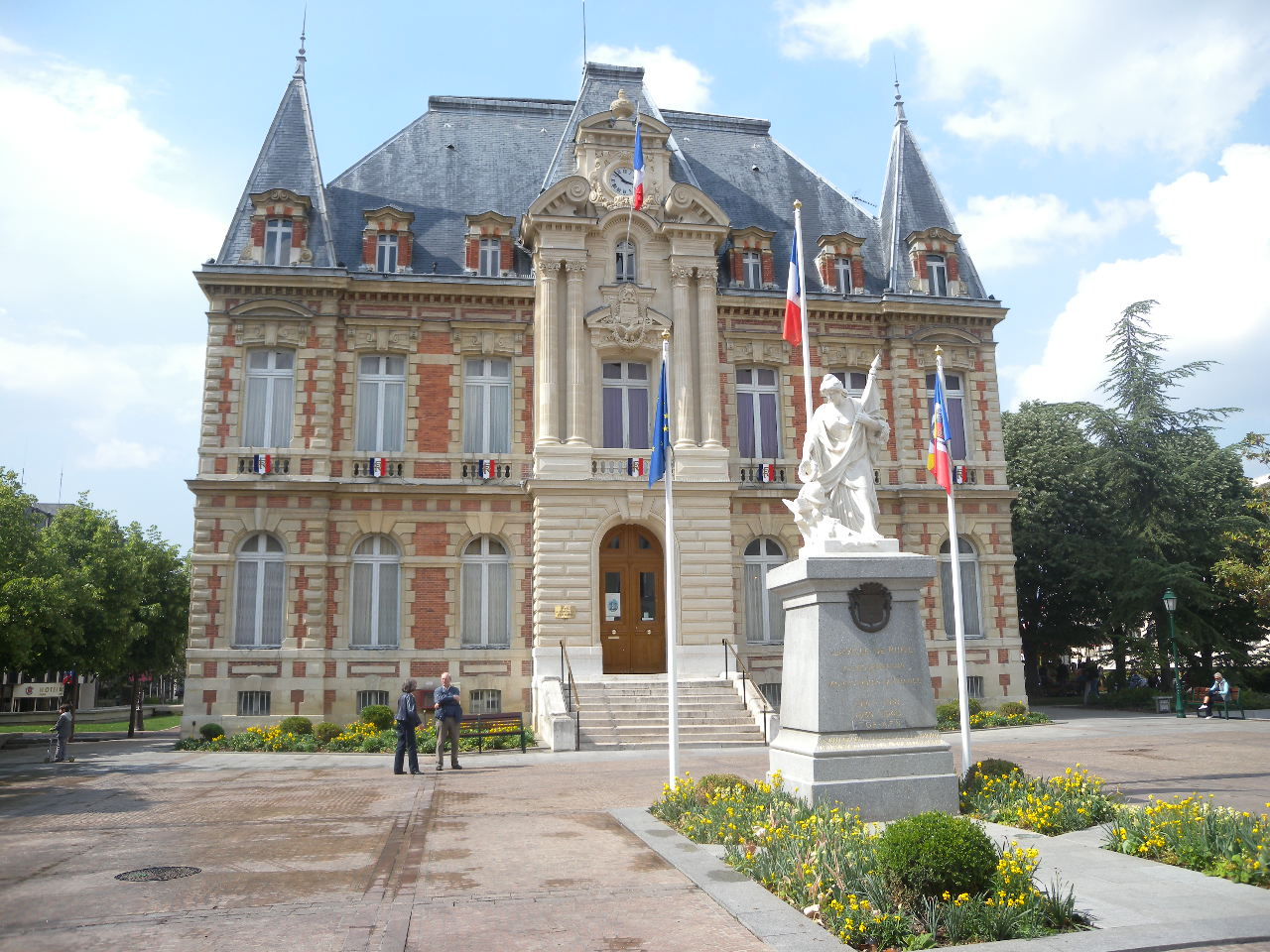
吕埃-马尔迈松市政厅

吕埃-马尔迈松的现任市长为帕特里克·奥利耶先生，他是共和党的一名成员，在2020年的市政选举中获得了50.11%的支持率。
| 吕埃-马尔迈松历届市长 | 吕埃-马尔迈松历届市长             | 吕埃-马尔迈松历届市长            |
| 任期                  | 市长                              | 党派                             |
| --------------------- | --------------------------------- | -------------------------------- |
| 1944年－1945年        | René TANGUY 勒内·唐吉             | 不详                             |
| 1945年－1947年        | Julien LAPARLIÈRE 朱利安·拉帕利埃 | SFIO工人国际法国支部             |
| 1947年－1971年        | Marcel POURTOUT 马塞尔·普尔图     | RPF法国人民联盟                  |
| 1971年－2004年        | Jacques BAUMEL 雅克·博梅尔        | RPR保衛共和聯盟 →UMP人民运动联盟 |
| 2004年－              | Patrick OLLIER 帕特里克·奥利耶    | UMP人民运动联盟 →LR共和黨        |

### 各级选举
| 吕埃-马尔迈松历届投票选举结果 | 吕埃-马尔迈松历届投票选举结果 | 吕埃-马尔迈松历届投票选举结果 | 吕埃-马尔迈松历届投票选举结果 | 吕埃-马尔迈松历届投票选举结果 | 吕埃-马尔迈松历届投票选举结果 | 吕埃-马尔迈松历届投票选举结果 | 吕埃-马尔迈松历届投票选举结果 | 吕埃-马尔迈松历届投票选举结果 | 吕埃-马尔迈松历届投票选举结果 |
| 选举项目                      | 选举范围                      | 选区单位                      | 选举结果                      | 选举结果                      | 选举结果                      | 选举结果                      | 选举结果                      | 选举结果                      | 参考资料                      |
| 选举项目                      | 选举范围                      | 选区单位                      | 第一轮胜出者                  | 第一轮胜出者                  | 支持率                        | 第二轮胜出者                  | 第二轮胜出者                  | 支持率                        | 参考资料                      |
| ----------------------------- | ----------------------------- | ----------------------------- | ----------------------------- | ----------------------------- | ----------------------------- | ----------------------------- | ----------------------------- | ----------------------------- | ----------------------------- |
| 2017年法國總統選舉            | 法國                          | 市镇                          |                               | 埃马纽埃尔·马克龙             | 34.18%                        |                               | 埃马纽埃尔·马克龙             | 85.48%                        | [ 39 ]                        |
| 2017年法国立法选举            | 上塞纳省第七选区              | 市镇                          |                               | 雅克·马里洛西昂               | 50.58%                        |                               | 雅克·马里洛西昂               | 61.07%                        | [ 39 ]                        |
| 2019年欧洲议会选举            | 法國                          | 市镇                          |                               | 复兴运动党                    | 38.24%                        | （不适用）                    | （不适用）                    | （不适用）                    | [ 39 ]                        |
| 2021年法国省级选举            | 上塞纳省                      | 县 市镇                       |                               | 里塔·当布隆 扎比·埃里扎戈扬   | 32.01%                        |                               | 里塔·当布隆 扎比·埃里扎戈扬   | 55.93%                        | [ 40 ]                        |
| 2021年法国大区选举            | 法蘭西島大區                  | 市镇                          |                               | 瓦莱丽·佩克雷斯               | 43.16%                        |                               | 瓦莱丽·佩克雷斯               | 55.07%                        | [ 41 ]                        |
| 2022年法国总统选举            | 法國                          | 市镇                          |                               | 埃马纽埃尔·马克龙             | 41.51%                        |                               | 埃马纽埃尔·马克龙             | 80.07%                        | [ 39 ]                        |
| 2022年法国立法选举            | 上塞纳省第七选区              | 市镇                          |                               | 皮埃尔·卡泽纳夫               | 40.02%                        |                               | 皮埃尔·卡泽纳夫               | 68.55%                        | [ 39 ]                        |

## 人口
2020年，吕埃-马尔迈松市镇人口数量为78,625，在法国排名第60位。其中男性37,127人，女性41,190人，75岁及以上人口占7.2%，外籍人口数量为7,125人，人口密度为5,324人/平方公里，当地居民被称为（男性）或（女性）。2020年，吕埃-马尔迈松境内出生941人，死亡人口562人。
| 吕埃-马尔迈松1901年－2019年人口变化情况 |
|                                         |
| 数据来源：Cassini、INSEE                |

## 经济

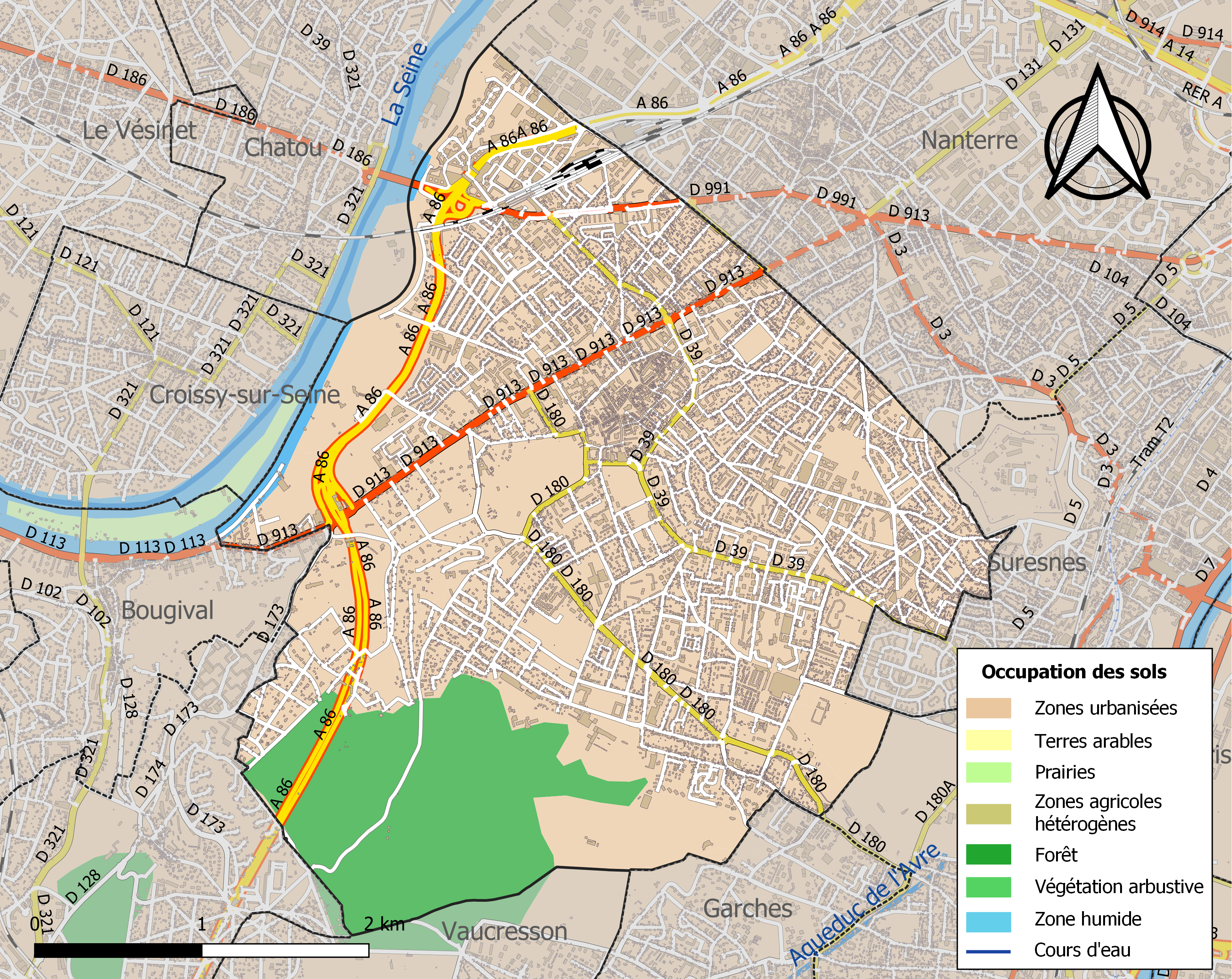
吕埃-马尔迈松土地利用情况地图

吕埃-马尔迈松是一个区域性的中心城市，多个跨国企业的总部设于境内。截止2022年1月，吕埃-马尔迈松市镇范围内共有各类用人单位（包含自雇）13,762家，平均历史为13年，其中96.28%为中小型企业（PME）。（医疗器械）、施耐德电气总部（电气设备销售）及施耐德电气法国分部（电气设备生产）是当地2020年营业额最高的三个企业，分别为7,422,443,000欧元、3,408,651,647欧元和2,441,972,915欧元。

## 财政与居民收入
2020年，吕埃-马尔迈松的财政收入总额为220,624,000欧元，财政支出总额为217,739,000欧元，当年的债务总额为181,320,000欧元。2021年，吕埃-马尔迈松共获得1,227,504欧元的国家财政补助，比上一年减少了62.69%。
2019年，吕埃-马尔迈松的人均月收入总额为4,291欧元，其中高级职员为5,814欧元，高于法国平均水平（4,230欧元）；中级职员为2,845欧元，高于法国平均水平（2,411欧元）；普通职员为2,052欧元，亦高于法国平均水平（1,740欧元）。
2020年，吕埃-马尔迈松境内的贫困率为7%，青壮年（15至64岁）失业率为9.4%；2022年，吕埃-马尔迈松71.1%的家庭拥有纳税资格，平均纳税10,823欧元，高于法国平均水平（4,393欧元）。

## 社会事务

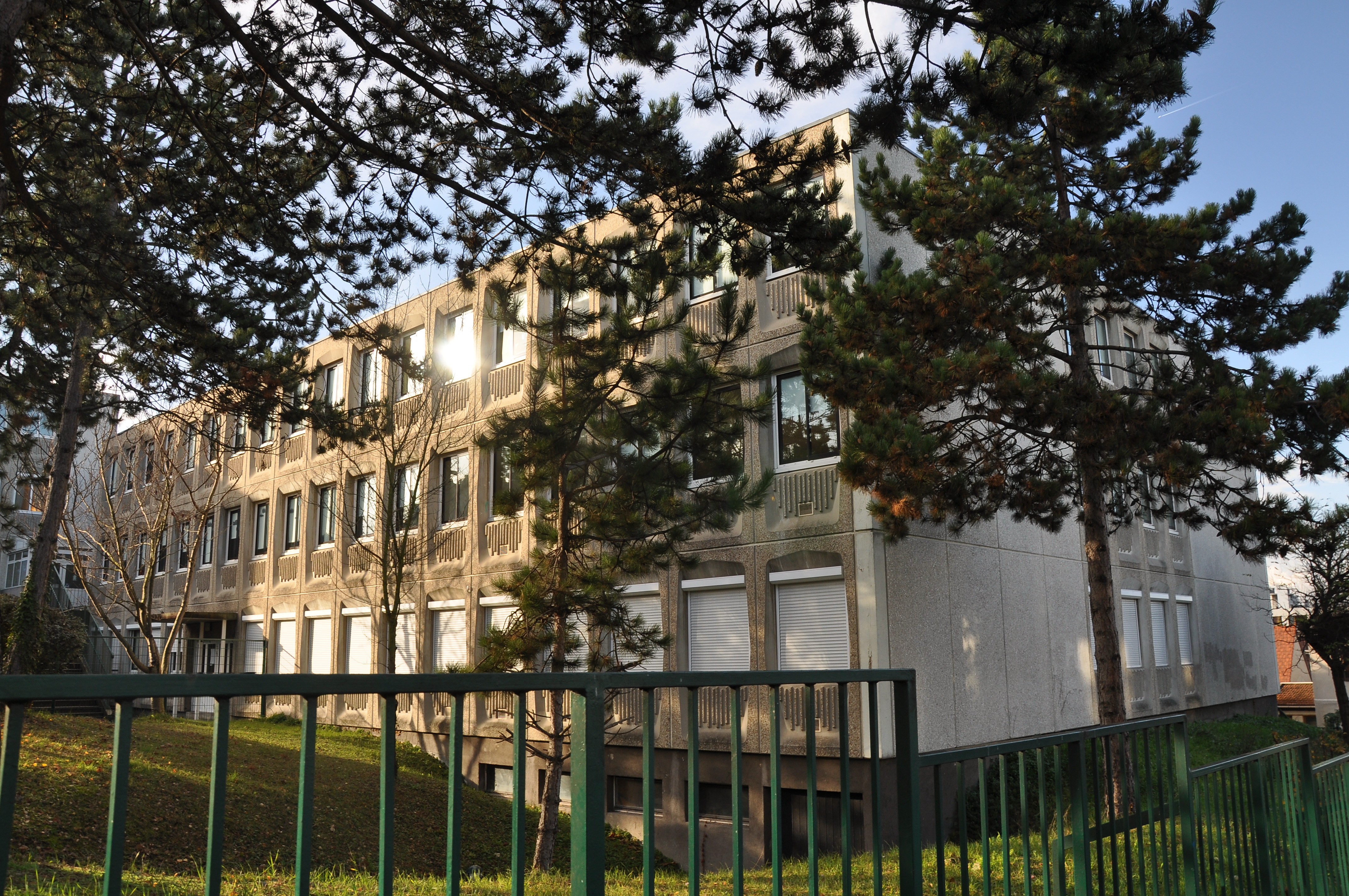
吕埃-马尔迈松的一处初级中学

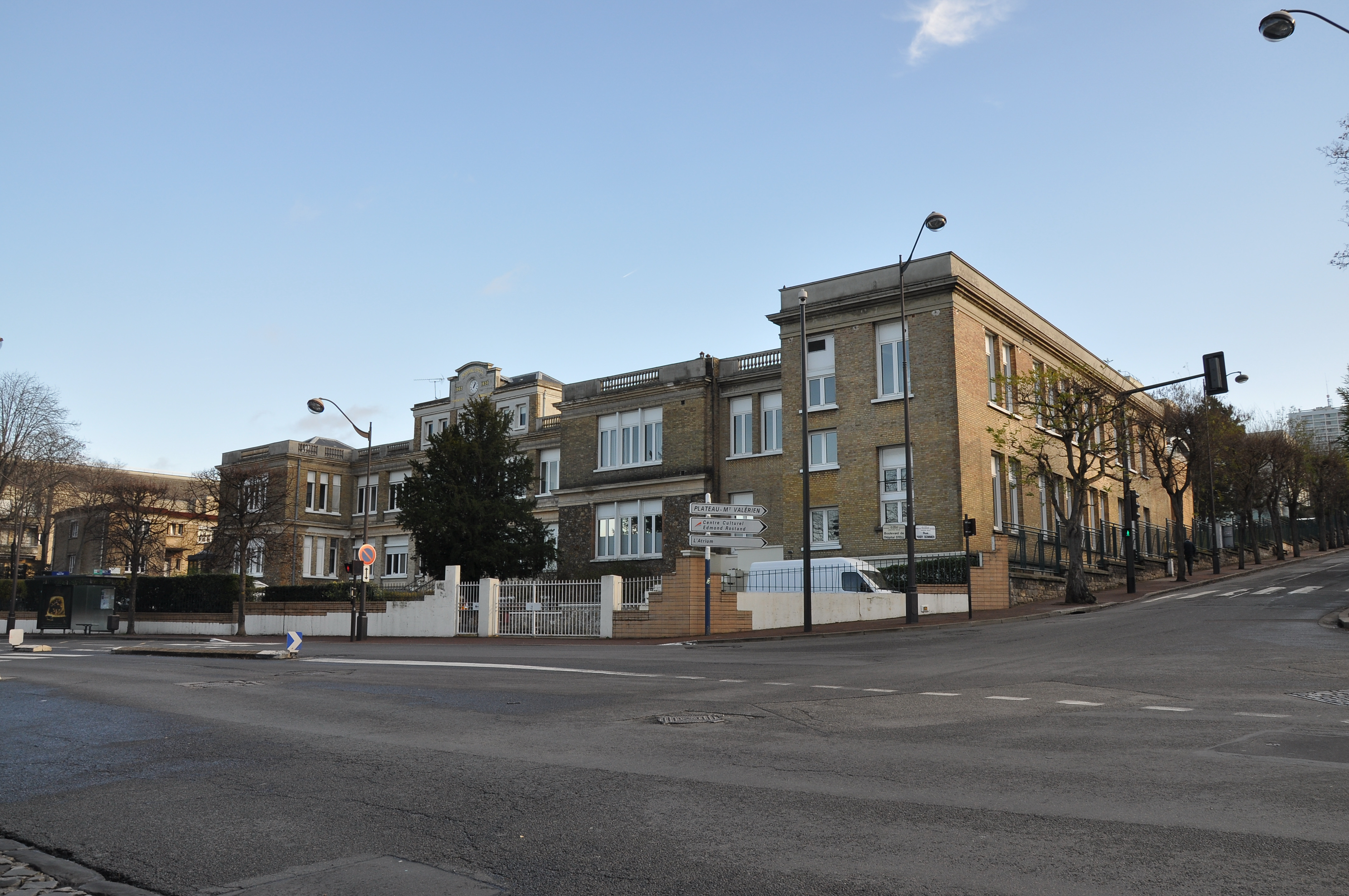
斯泰勒省级中心医院

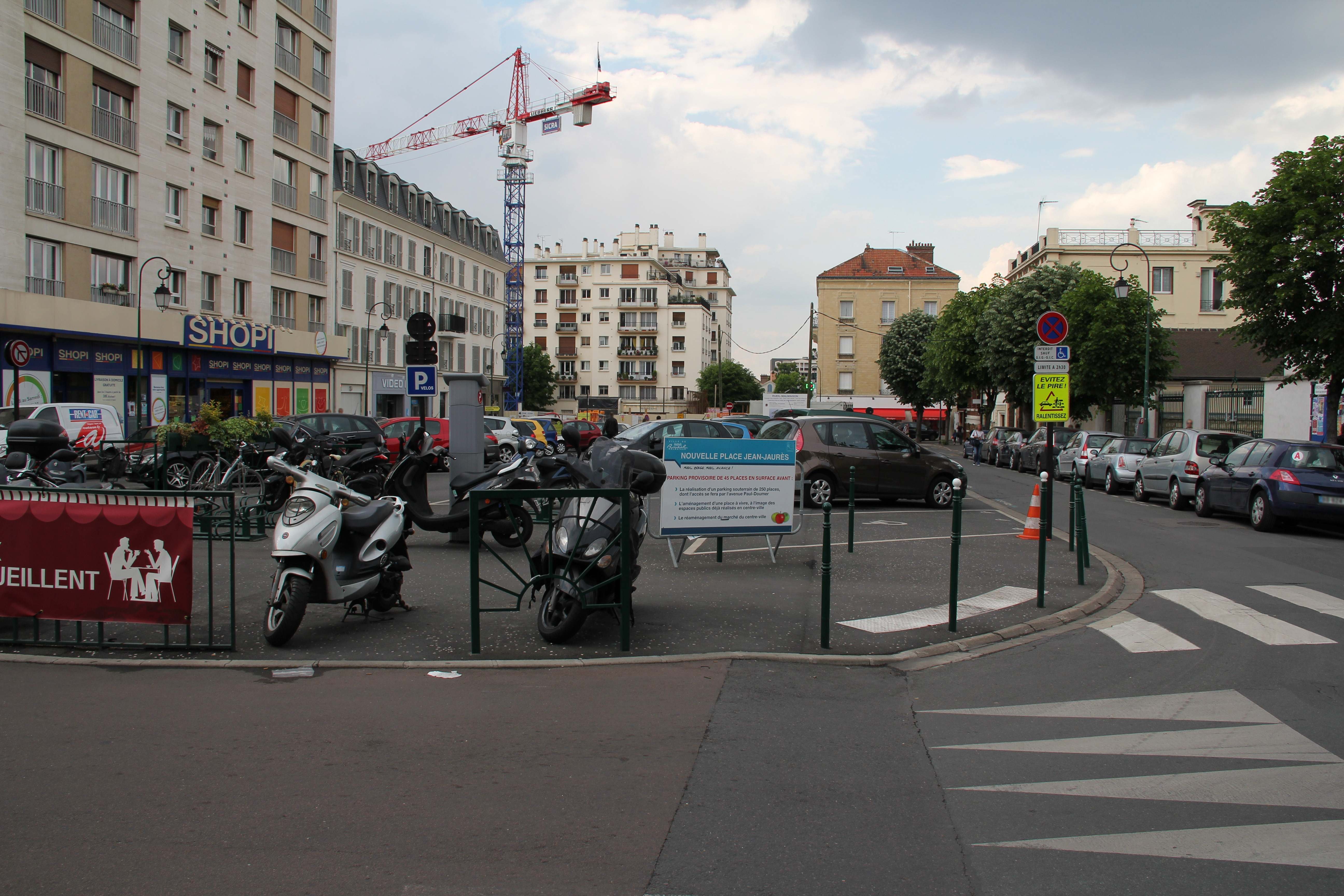
让·饶勒斯广场

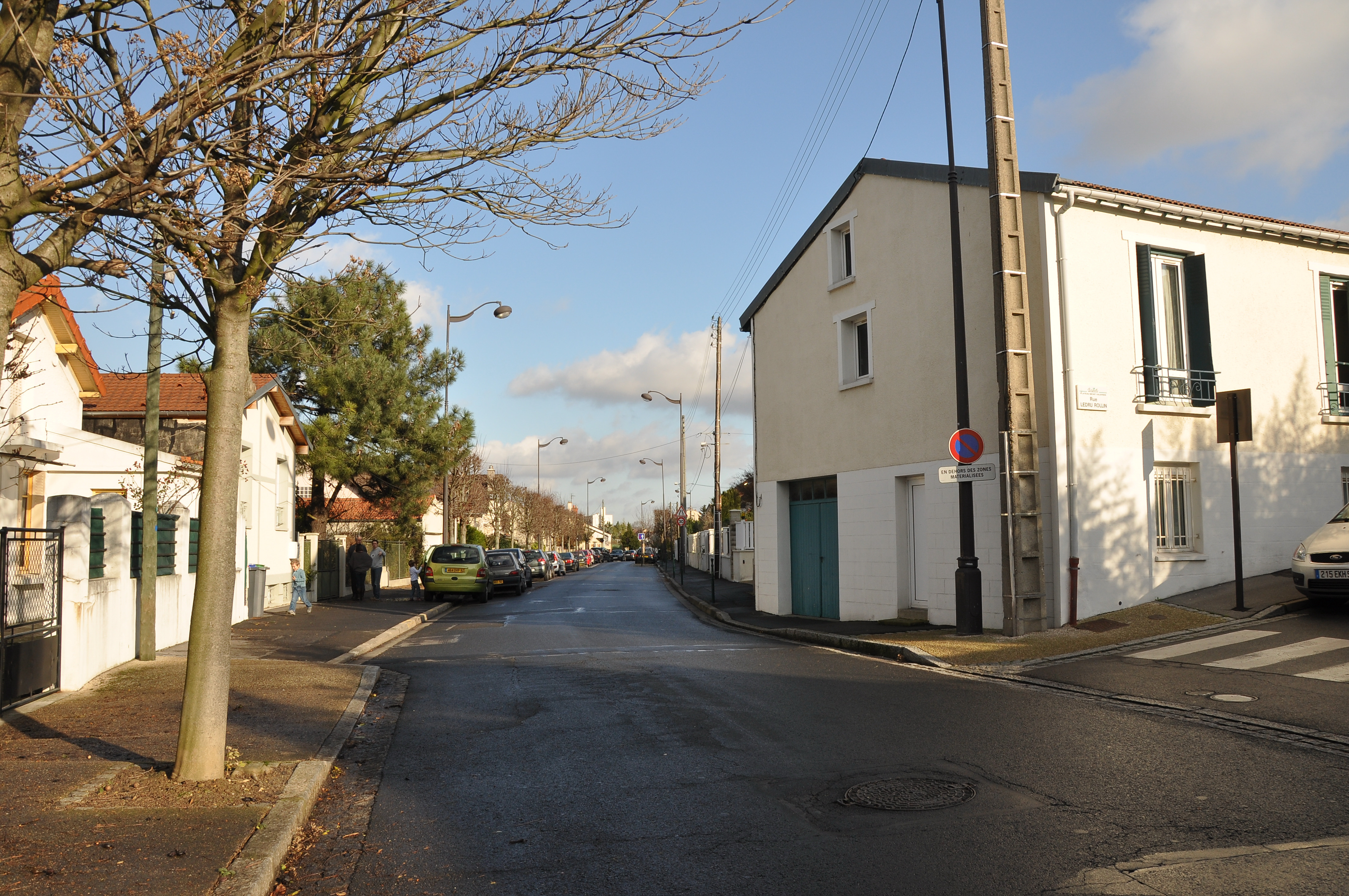
埃德蒙·罗斯唐街

### 教育
吕埃-马尔迈松属于凡尔赛学区。截止2020年1月1日，吕埃-马尔迈松境内共有8所幼儿园、19所小学、9所初级中学、4所普通高中和1所职业高中。2018至2019学年度，吕埃-马尔迈松境内共有在校中等教育阶段学生9,995名。
在高等教育方面，吕埃-马尔迈松境内有三所高等教育机构：
- 国立高等燃油发动机学校（法语：École nationale supérieure du pétrole et des moteurs）（ENSPM），法国204所工程师大学校之一[54]
- 吕埃-马尔迈松大区音乐学院（法语：Conservatoire à rayonnement régional de Rueil-Malmaison）（CRR），法国文化部直属高等院校[55]。
- 吕埃-马尔迈松卫生学校（IFSI Rueil-Malmaison）

### 医疗
截止2020年1月1日，吕埃-马尔迈松境内共有全科医生55名、保健师81名、牙医62名、护士30名、耳科医生4名、眼科医生16名、皮肤科医生5名、助产士7名、儿科医生5名和妇科医生7名。境内共有药房23家、养老院10家、残疾人帮扶中心5家。
斯泰勒省级中心医院（Centre Hospitalier Départemental Stell）是法国的一个区域性医疗机构，其主病区位于吕埃-马尔迈松市区，设有床位115个，是当地规模最大的公立综合性医院。

### 住房
2018年，吕埃-马尔迈松境内共有各类住房36,571套，其中22.3%为独立式居民区，76.8%为集中式居民区。常住房屋占吕埃-马尔迈松市镇范围内居民建筑总量的91.1%。
在住房保障政策方面，2020年，吕埃-马尔迈松境内共有3,962户家庭获得了住房经济补助，受益人数占总人口数量的5.1%，其中3,919份为房租补助。

### 商业
2019年，吕埃-马尔迈松境内共有各类实体商铺1,532家，其中餐厅229家、大型超市13家、杂货店19家、面包房36家、肉铺15家、书店13家、装饰品店6家、银行门店32家、美容美发店63家、汽车维修店35家。吕埃-马尔迈松市镇范围内建有家乐福、欧尚、E.Leclerc、U Express等便民超市。

### 体育
2020年，吕埃-马尔迈松境内共有3家游泳池、9间体育馆、3座综合体育场、103处网球场、2处马术场、10处足球或橄榄球场、17处篮球或排球场以及3处高尔夫球场。
截至2022年2月，吕埃-马尔迈松境内共有家注册足球俱乐部。吕埃-马尔迈松足球俱乐部（Football Club Rueil-Malmaison，编号542440）是当地的代表性足球队，其主队2021至2022赛季参加法兰西岛大区足球联赛丙级（法国第八级别），其主场公园球场（Stade du Parc）位于市区西部。

### 环境
吕埃-马尔迈松的环境事务由其所属的法兰西岛大区、大巴黎都会区和上塞纳省共同协调负责。2019年，吕埃-马尔迈松境内共有3家污染企业。

### 治安
2019年，吕埃-马尔迈松市镇范围内有1处派出所。2020年，吕埃-马尔迈松市镇范围内累计发生各类案件3,788起，其中盗窃类案件2,079起，经济类案件769起，毒品交易类案件86起。

## 文化
2020年，吕埃-马尔迈松境内共有1家剧场、2家电影院、3家博物馆和1家音乐厅。吕埃-马尔迈松市政府提供三处多媒体中心，每周二至六向公众开放。

### 建筑
吕埃-马尔迈松境内有多处历史建筑，其中法国国家文物保护单位包括马尔迈松城堡、圣伯多禄-圣保罗教堂、普雷欧树林城堡等。

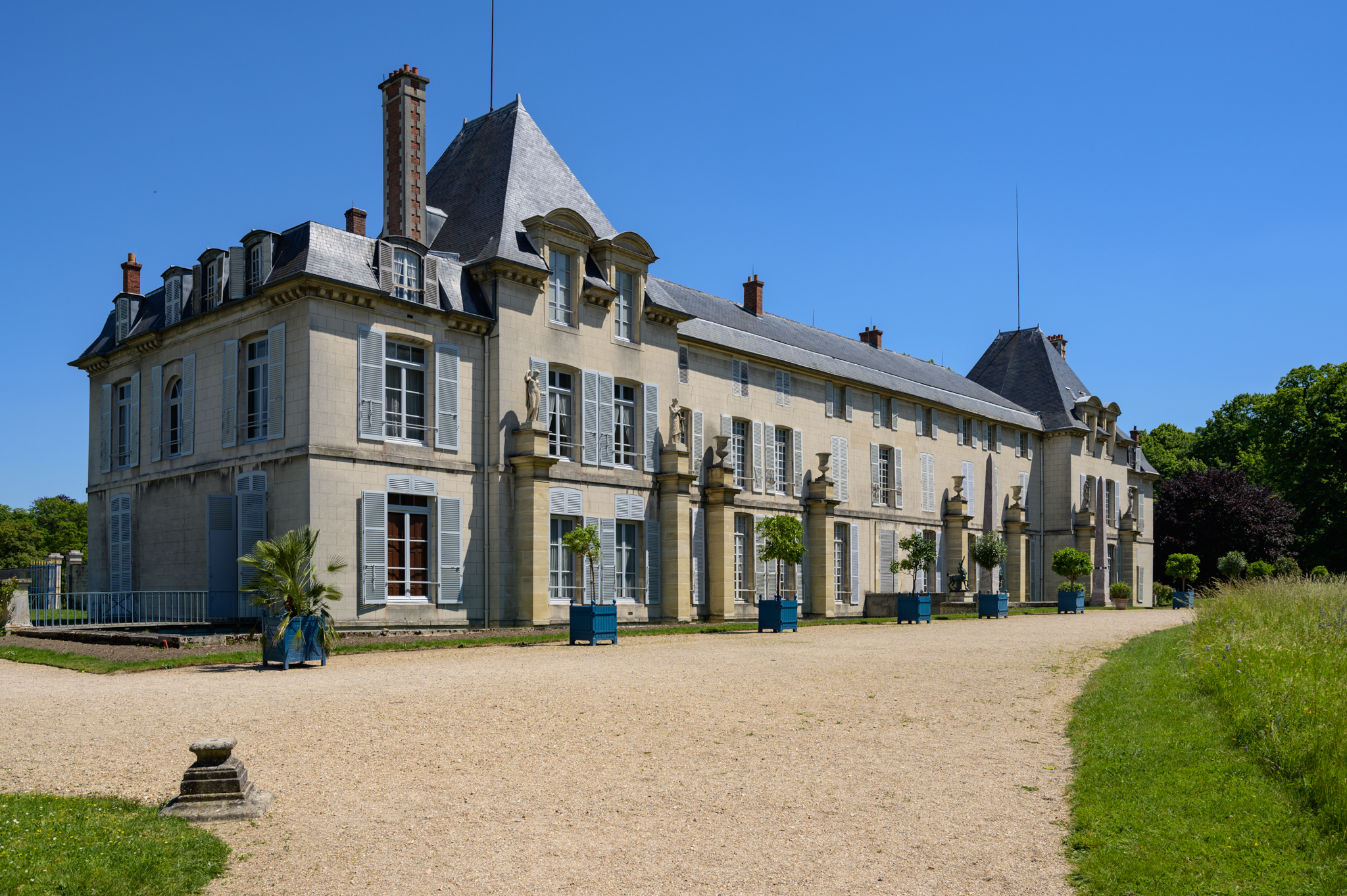
马尔迈松城堡
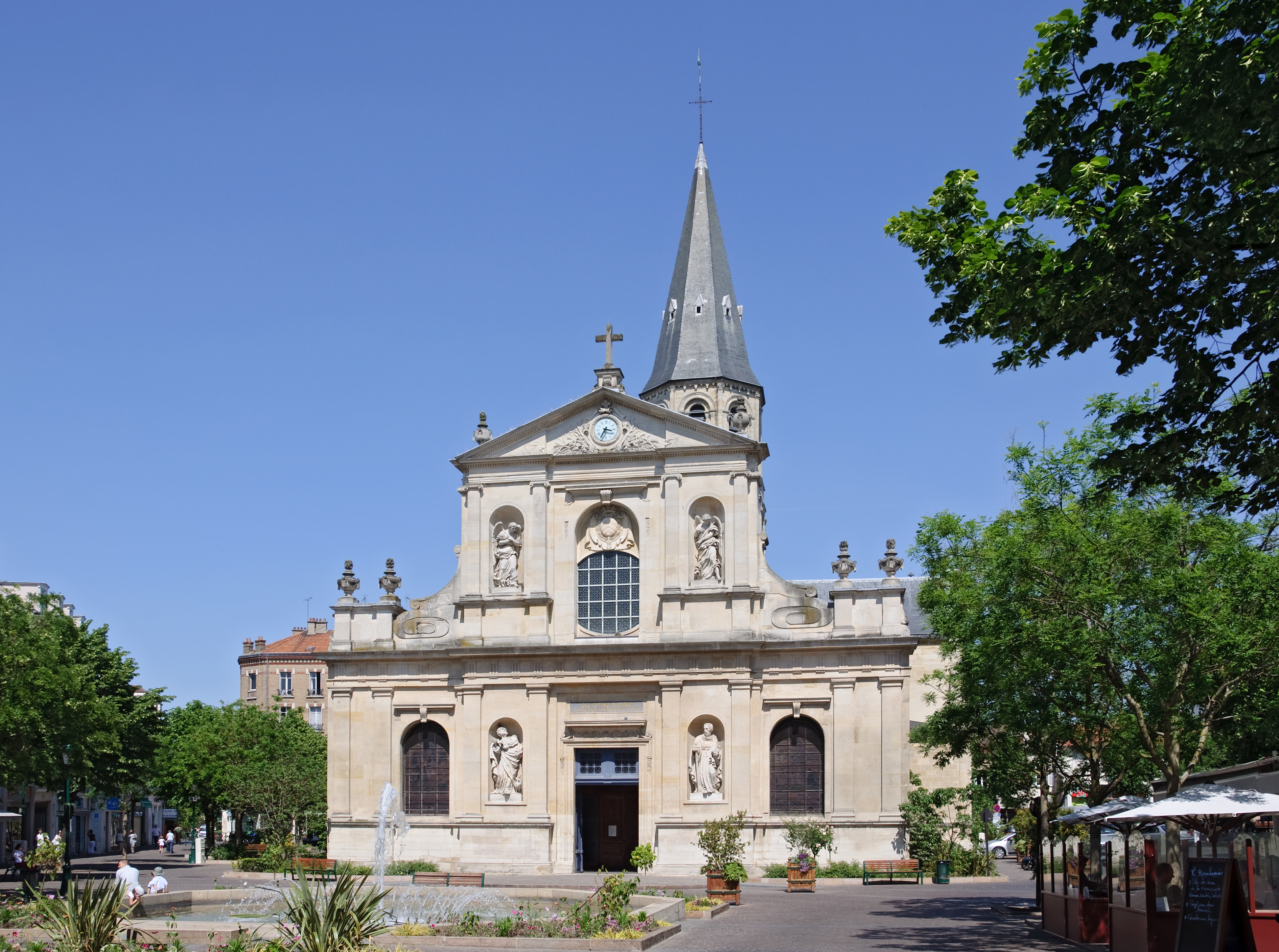
圣伯多禄-圣保罗教堂（法语：Église Saint-Pierre-Saint-Paul de Rueil-Malmaison）
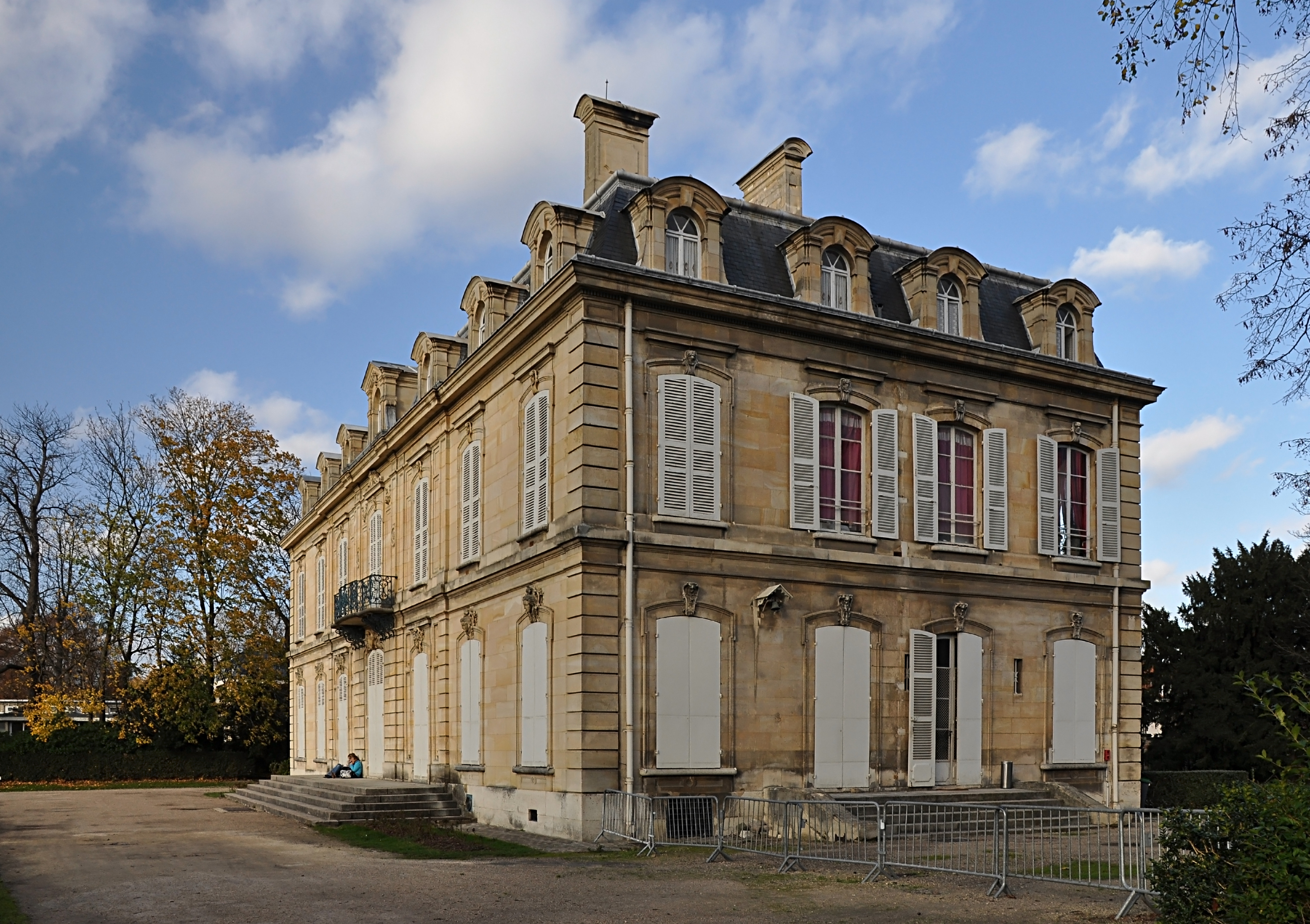
普雷欧树林城堡（法语：Château de Bois-Préau）
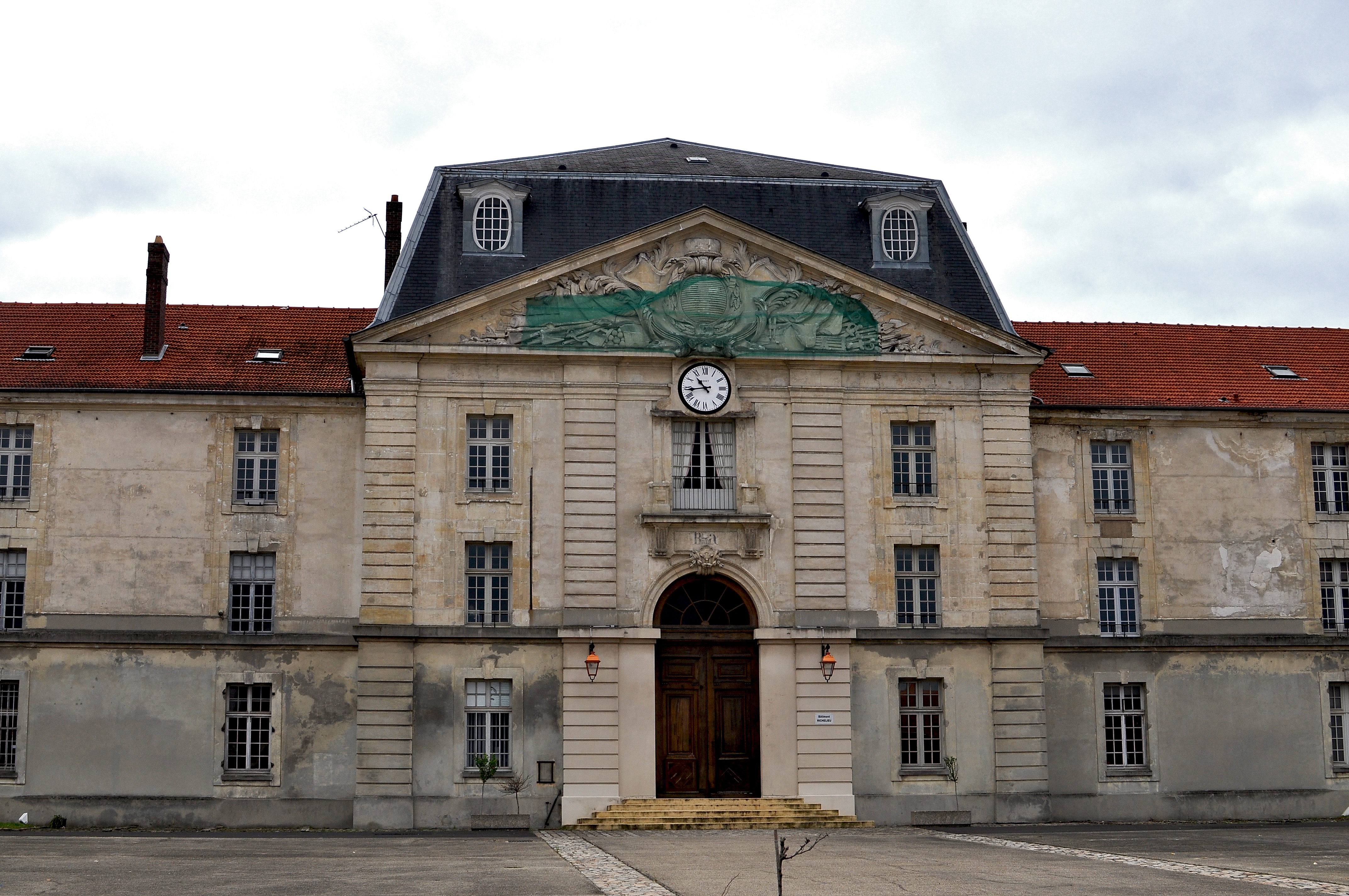
瑞士士兵博物馆（法语：Musée des Gardes suisses）
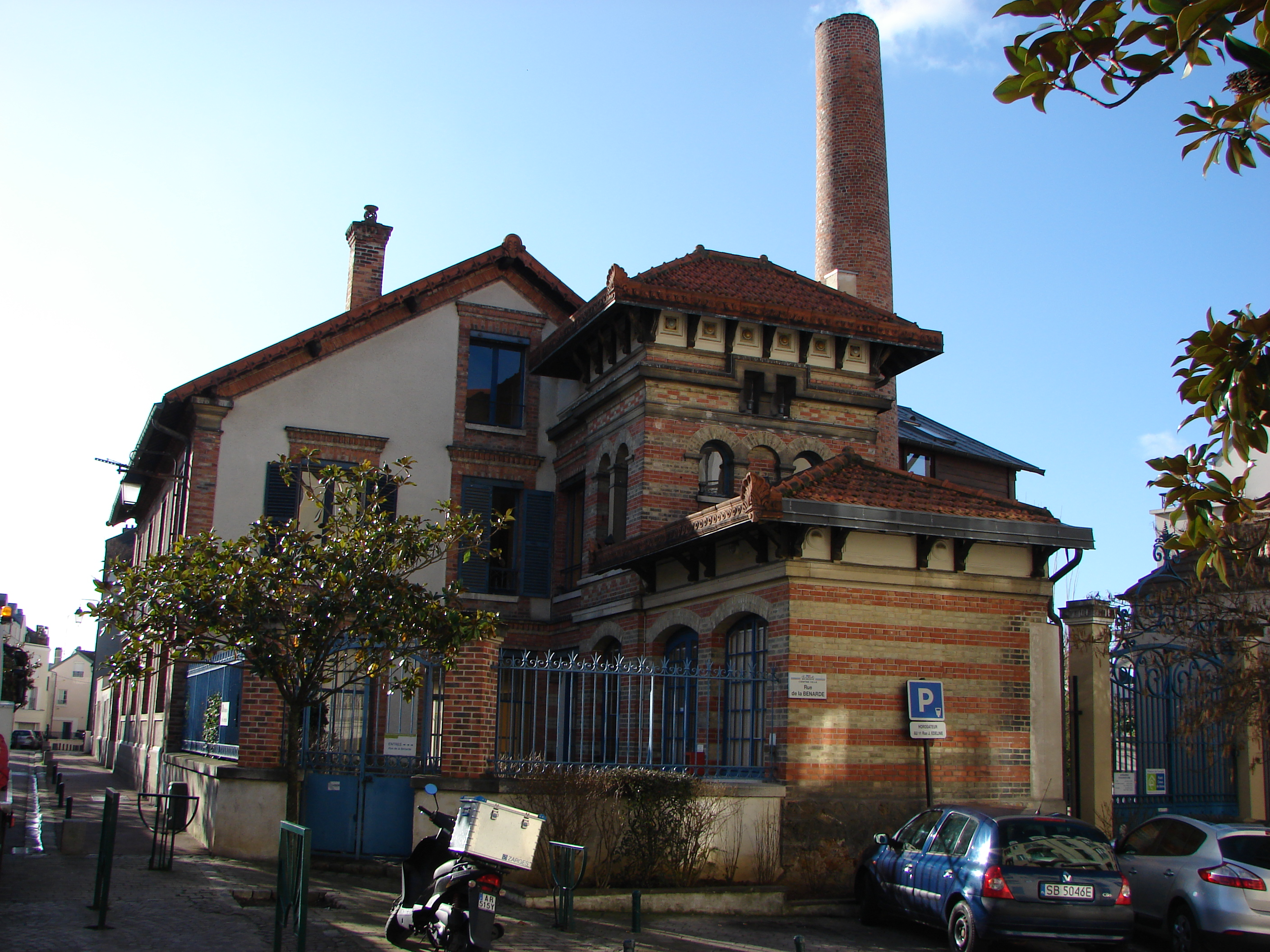
国营印刷厂旧址
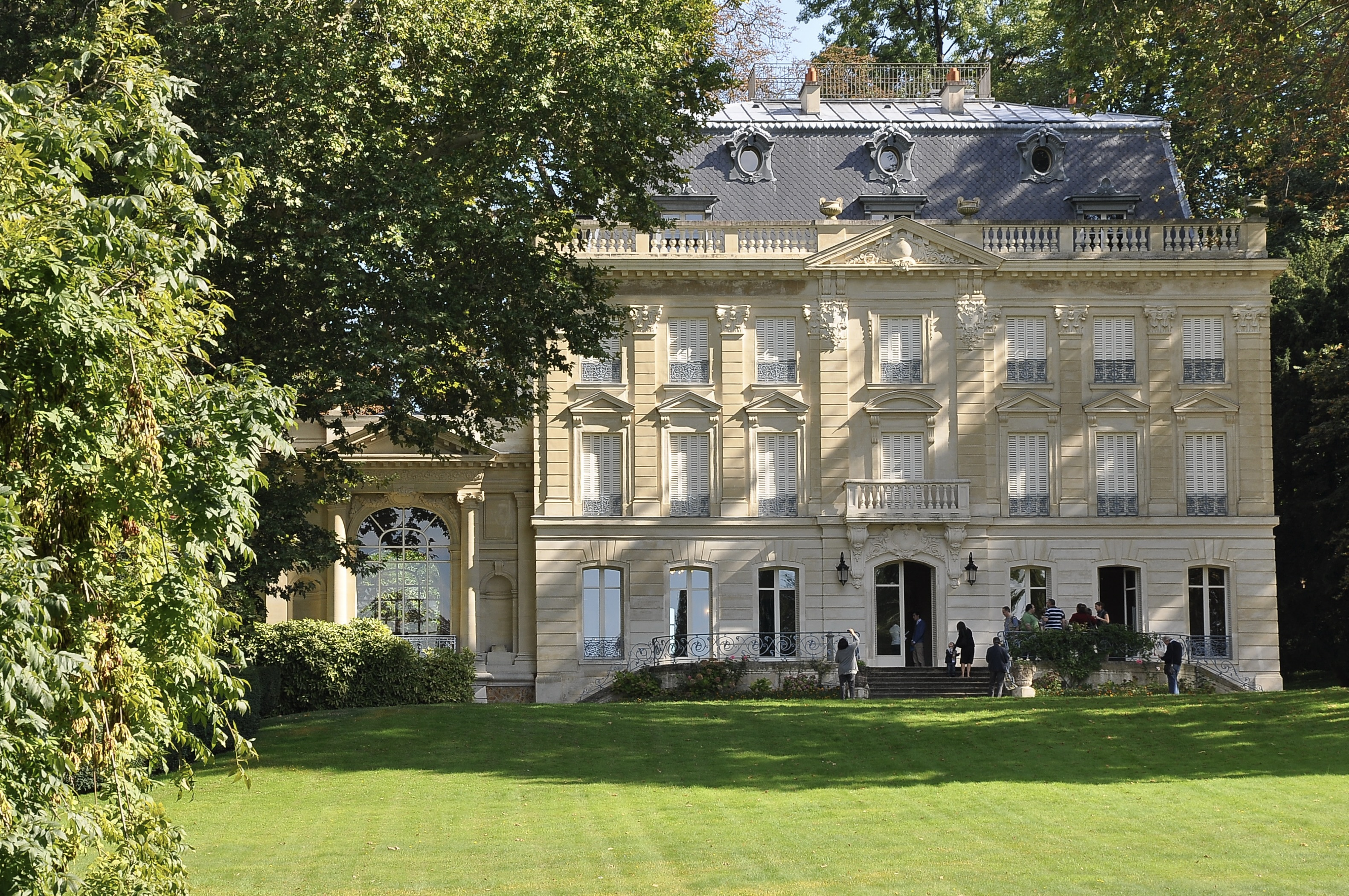
绿山山庄（法语：Domaine de Vert-Mont）
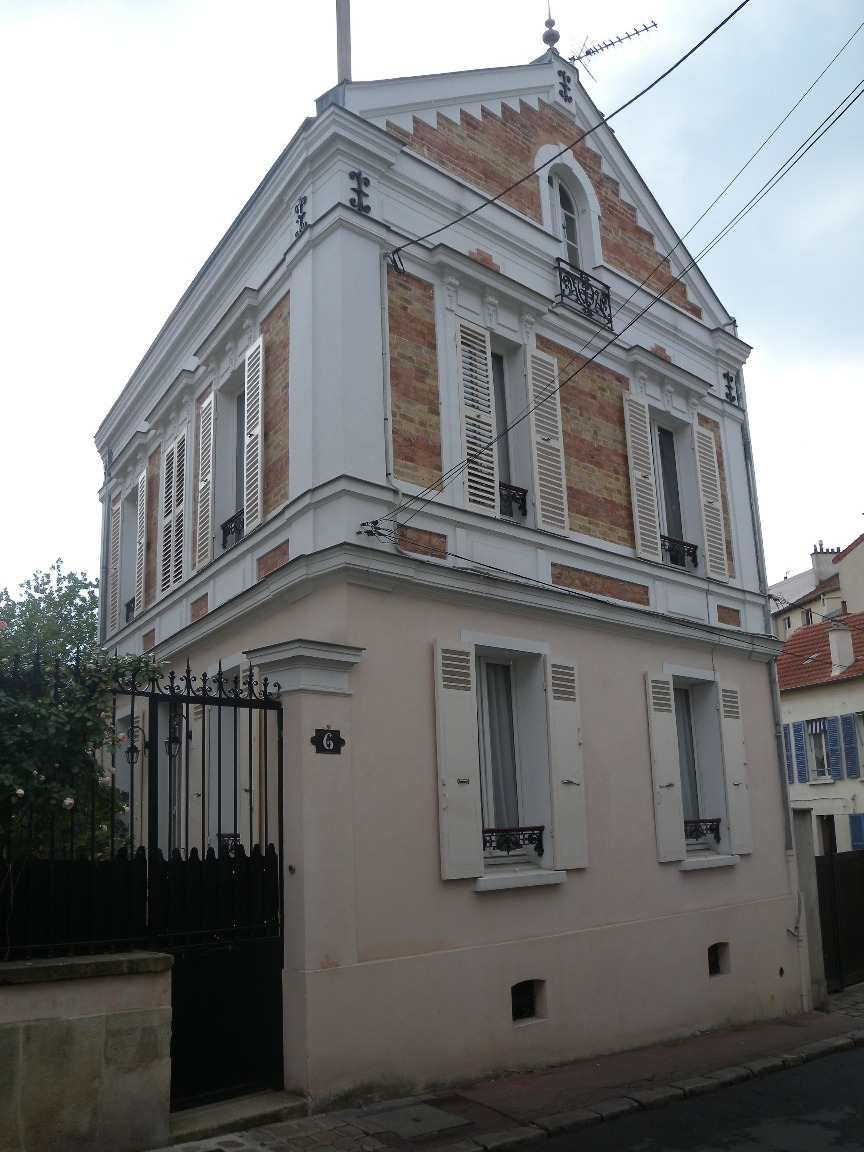
传统民居

### 旅游
吕埃-马尔迈松的旅游事务由其所属的大巴黎都会区负责。2021年，吕埃-马尔迈松境内共有10家酒店共计780间房间。

### 媒体
法国主要的媒体均可在吕埃-马尔迈松接收，法国电视三台下属的法兰西岛大区频道在部分时段播出吕埃-马尔迈松所属的上塞纳省的地方新闻。

## 相关人物
法国演员让·杜雅尔丹、作家让-克里斯托夫·波尔特和足球运动员恩戈洛·坎特出生于吕埃-马尔迈松。
法国政治人物朱尔·杜弗尔和白俄罗斯画家里昂·巴克斯逝世于吕埃-马尔迈松。

## 友好城市
截至2022年2月，吕埃-马尔迈松共与十八座城市互为友好城市关系：

| - 西班牙 阿维拉 - 德国 陶努斯山麓巴特索登 - 布哈拉 - 杜布罗夫尼克 - 英格兰 Elmbridge - 丹麦 赫尔辛格 | - 瑞士 弗里堡 - 拉脫維亞 叶尔加瓦 - 以色列 马拉奇城 - 奥地利 基茨比尔 - 突尼西亞 巴尔杜 - 美国 林奇堡 | - 墨西哥 瓦哈卡市 - 萨拉热窝 - 俄羅斯 謝爾吉耶夫鎮 - 羅馬尼亞 蒂米什瓦拉 - 日本 东金市 - 黎巴嫩 Zouk Mikael |